# 攻擊運輸艦

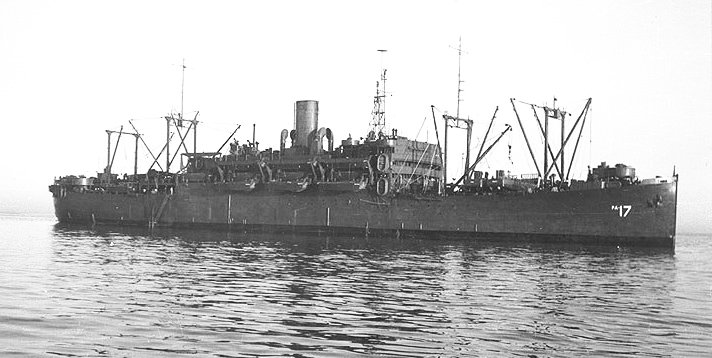
美國海軍「軍團號」是一艘「哈里斯級攻擊運輸船」，於 1919 年下水，在第二次世界大戰中廣泛服役

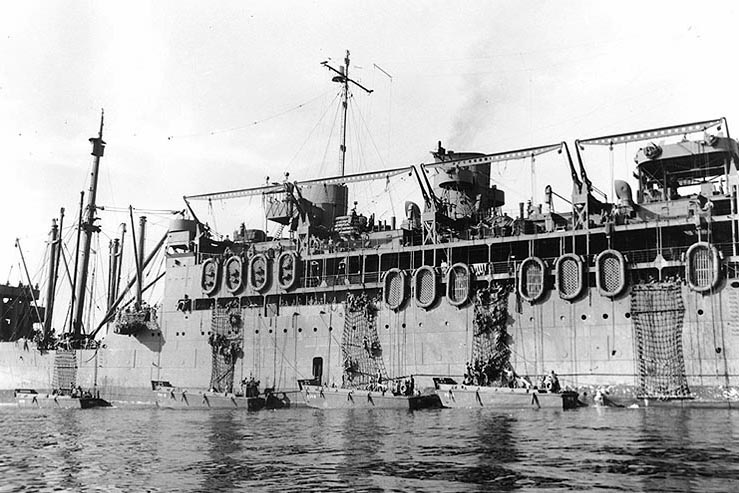
1943年6月14日，士兵沿著攻擊運輸艦「麥考利號攻擊運輸艦」的網梯攀爬，進行登陸新喬治亞島的演習

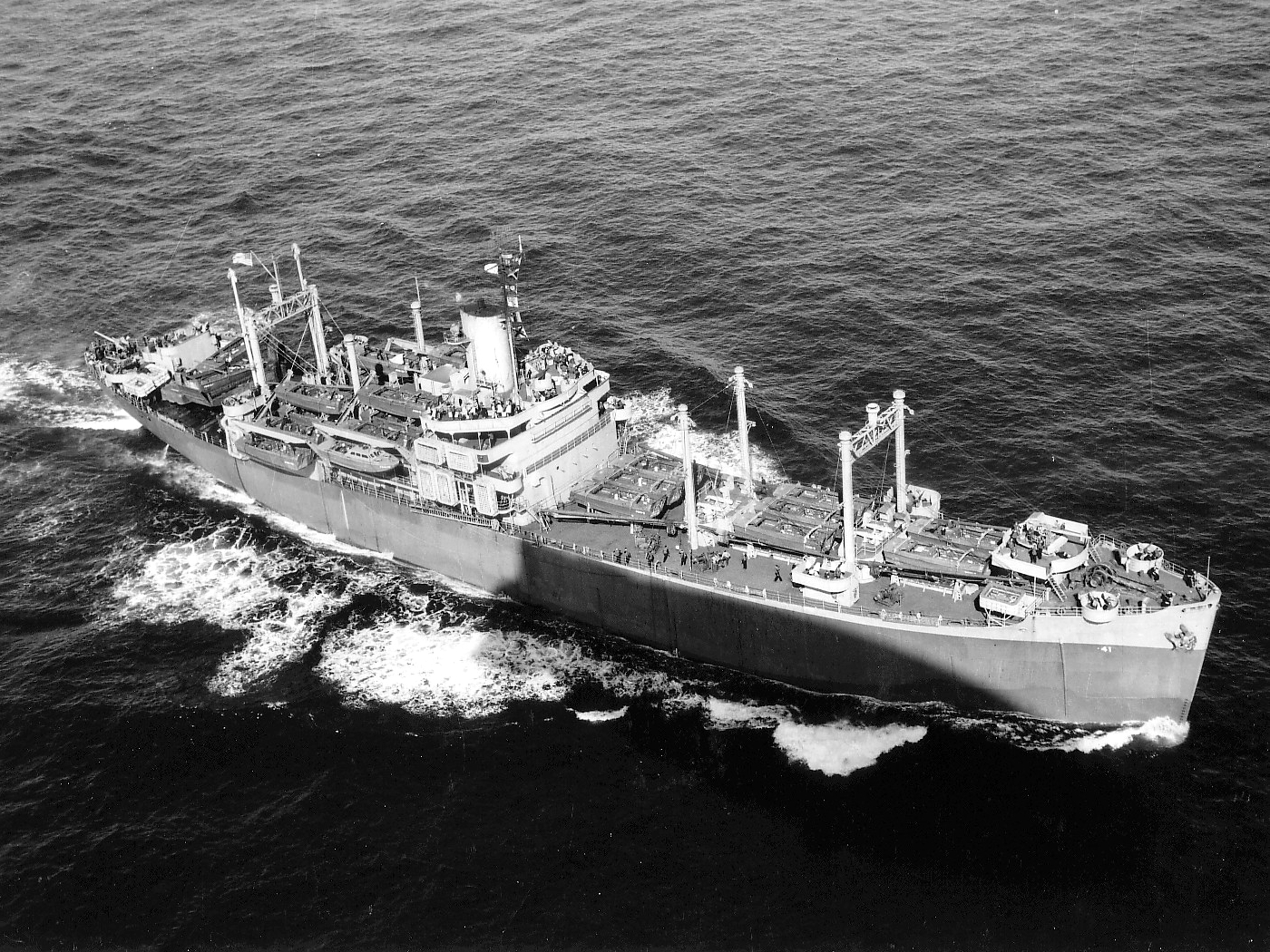
裝載完畢的「貝菲爾德級攻擊運輸艦」，「杜佩奇號」航正在航行中

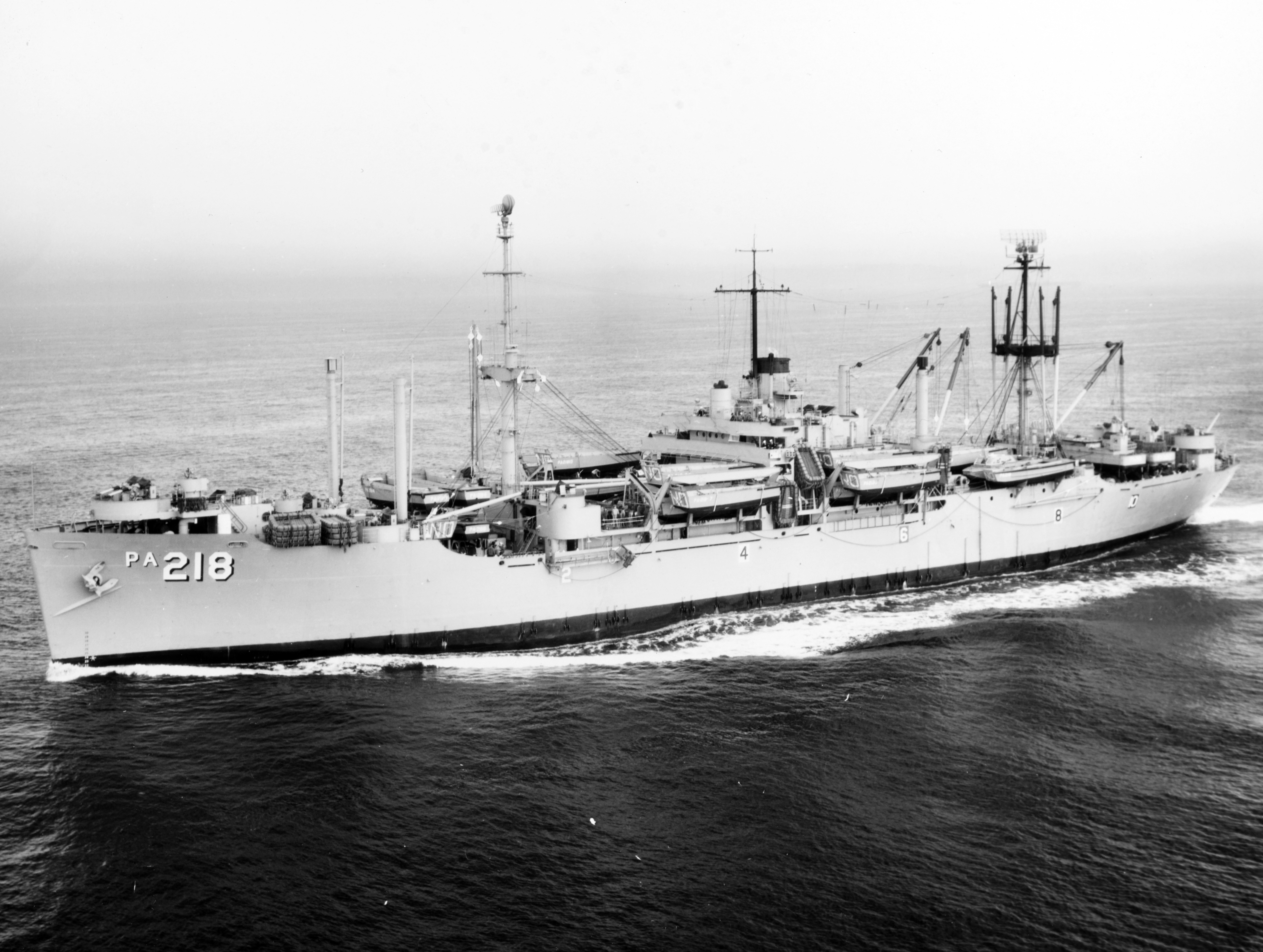
美國海軍「哈斯克爾級]的「貴族號](Noble)

攻擊運輸艦(Attack transpor)是美國海軍的一種艦船分類，屬於特化版本的遠洋運輸艦，其設計目的為將登陸部隊運送至登陸地點。與標準運輸艦不同的是，標準運輸艦通常來自商船隊，並依賴碼頭或補給艦進行登陸，而攻擊運輸艦則自帶一支登陸艇艦隊，例如LCVP登陸艇或希金斯艇。
攻擊運輸艦與登陸艦不同，後者會直接衝上海灘以卸載士兵。此外，它們的英國對應艦種為步兵登陸艦。
在第二次世界大戰期間，共建造了至少15個級別、總計388艘APA（運輸）與AKA（貨物）攻擊運輸艦。根據艦型不同，它們通常配備一門或兩門5英寸艦炮，以及多種40毫米與20毫米防空武器。
至1960年代末期，共有41艘此類艦船被重新分類為兩棲登陸平台(LPA) ，但它們仍然保留原有的艦名與舷號。

## 分類
1940年代初期，隨著美國海軍因應第二次世界大戰的威脅而擴編，部分民用客輪與貨輪被徵用並改裝為運輸艦，並獲得AP系列的舷號。其中部分艦艇配備了重型吊艇架（davit）及其他設備，以便運載登陸艇進行兩棲作戰。  
1942年，當AP舷號已超過100時，美國海軍認為這類兩棲作戰艦艇與傳統運輸艦有所區別，因此創建了「輔助人員運輸艦，攻擊型」（Auxiliary Personnel, Attack，縮寫為APA）分類，並將當時已服役或建造中的58艘AP重新指定為APA（包括AP 2、8-12、14-18、25-27、30、34-35、37-40、48-52、55-60、64-65及78-101）。APA歸類於美國海軍的輔助艦。  
這些艦艇的正式改編於1943年2月執行，但此時已有兩艘APA指定艦「約瑟夫·休斯號」與「愛德華·拉特利奇號」在改編前即已沉沒。此外，1942年沉沒的兩艘運輸艦「喬治·F·埃利奧特號號」與「利茲敦號雖號」已具備攻擊運輸艦配置，但未及正式改編即告損失。  
隨著二戰的進行，數十艘美國海事委員會的S4、C2、C3及VC2(勝利級)型商船被改裝為攻擊運輸艦，最終APA舷號達到247。然而，其中14艘（APA 181-186及APA 240-247）在完工前即遭取消。  
此外，作為1950年代海軍現代化的一部分，兩艘新型C4級貨船亦被改裝為攻擊運輸艦，分別編號為APA-248與APA-249，即「水手級貨輪」。

### 艦級
攻擊運輸艦的主要艦級包括:
- 麥考利級(2艘)
  - 兩者均由弗內斯造船公司建造，於1928年建造，1940年被海軍收購
  - 麥考利(APA-4)，原為(AP-10)
  - 巴尼特(APA-5)，(AP-11)
- 海伍德級（5艘）
  - 全部由阿拉米達造船廠建造，作為商船使用。於1918年開始建造，1940年被海軍收購
  - 海伍德 (APA-6)、(AP-12)
  - 喬治·埃利奧特 (AP-13)
  - 富勒 (APA-7)，(AP-14)
  - 威廉·P·比德爾(APA-8)、(AP-15)
  - 內維爾(APA-9)、(AP-16)
- 哈利·李(APA-10)、(AP-17)
- 約翰·佩恩(APA-23)
- 約瑟夫·休斯(AP-50)
- 愛德華·拉特利奇(AP-52)
- 哈里斯級(8艘)
- P1型船
  - 東延級(2艘)
- S4型船
  - 吉列姆級(32艘)
- 勝利船
  - 哈斯克爾級(117艘)
- C2型船
  - 奧姆斯比級(3艘)
  - 薩姆特級(4艘)
- C3型船
  - 阿瑟·米德爾頓級(3艘)
  - 新月城級(4艘)
  - 弗雷德里克·芬斯頓級(2艘)
  - 溫莎級(9艘)
  - 貝菲爾德級(34艘)
  - 傑克遜總統級(7艘)
- C4型船
  - 保羅·里維爾級(2艘)

## 使用情況
在第二次世界大戰期間，攻擊運輸艦參與了太平洋战区的多次戰役，並在美國海軍的跳島戰術行動中發揮了重要作用。一些攻擊運輸艦被派往歐洲戰區，參與了火炬行動（入侵北非）、哈士奇行動（入侵西西里）、入侵義大利及霸王行動（諾曼第登陸）。攻擊運輸艦最後一次在戰場上的使用是在二戰最後的大規模戰役——沖繩島戰役中。
儘管美軍在阿留申群島戰役中集結了強大兵力，但北太平洋戰區仍被尼米茲上將列為太平洋战区的第三優先級，因此分配到的物資和支援有限。結果，僅有攻擊運輸艦(APA)被指派參與突襲，未能獲得任何攻击货运(AKA)的支援，導致侵略部隊面臨極大的後勤壓力，因為運輸艦不得不承載大量士兵與裝備。此外，由於這些部隊在1943年5月11日進攻阿圖島前未能進行整合訓練，裝備短缺與準備不足導致了登陸時的混亂。

## 重要事件
- 美國海軍「托馬斯·斯通號」(APA-29)於1942年11月7日在西班牙帕洛斯角外海遭魚雷擊中，後於1942年11月25日在阿爾及爾港擱淺並被放棄。
- 美國海軍「愛德華·拉特利奇號」(AP-52)於1942年11月12日在摩洛哥費達拉灣遭U-130號潛艇發射魚雷擊中。U-130的指揮官恩斯特·卡爾斯成功突破護航艦隊，擊沉三艘運輸艦。「愛德華·拉特利奇號」的船員試圖將其擱淺，但因全船電力喪失，最終船艦迅速由艉部下沉，共有15名船員罹難。
- 美國海軍「約瑟夫·休斯號」(AP-50)於1942年11月11日在卡薩布蘭卡海戰期間，遭U-173號潛艇發射魚雷擊中2號艙。該艦艏部迅速下沉並進水，船長下令棄船。最終與船長史密斯及約100名船員一同沉沒。[14]
- 美國海軍「約翰·佩恩號」(APA-23)於1943年8月13日在瓜達康納爾島倫加角外海遭敵軍攻擊而沉沒。
- 美國海軍「欣斯代爾號」(APA-120)於1945年4月1日在沖繩島遭受神風特攻攻擊，超過15名船員喪生。該艦的引擎室受到嚴重損害，後來經過修復。
- 美國海軍「亨里科號」(APA-45)於1945年4月2日在沖繩遭受神風特攻攻擊，導致37名海軍人員及14名陸軍人員喪生。當日18時28分，兩枚250磅炸彈穿透兩層甲板並在主甲板爆炸，引發火災與進水，直到21時才成功控制損害。[15]
- 美國海軍「特爾菲爾號」(APA-210)於1945年4月2日在沖繩遭神風特攻機攻擊，飛機撞擊船側後墜入海中。該艦後來修復。
- 美國海軍「拉格蘭奇號」(APA-124)於1945年8月13日在沖繩巴克納灣遭遇二戰最後一次神風特攻攻擊，造成21名水兵喪生，89人受傷。
- 美國海軍「科爾伯特號」(APA-145)於1945年9月17日在沖繩遭水雷爆炸損害，造成3人喪生，並對艦體造成嚴重破壞。

## 退役
到了1950年代末期，已明顯可見傳統登陸艇將很快被履帶登陸車(LVT)與攻击直升机取代，以運輸作戰部隊登陸。攻擊運輸艦(APA)無法支援所需的大量兵力，因此在1960年代開始被新型兩棲艦艇逐步取代。至1969年，倖存的攻擊運輸艦被重新指定為「兩棲運輸艦」(LPA)，並保留其原有編號，但僅剩少數仍在服役。這些最後的艦艇於1980年全數退役並出售至國外，僅有少數過時的二戰時期艦體仍存放於美國海事管理局的預備艦隊內。因此，APA/LPA的艦種編號現今可視為已完全絕跡。

## 影視作品
1956年電影《全速離船》(Away All Boats)描繪了攻擊運輸艦的作戰行動。該片改編自同名小說，該小說由一名曾在第二次世界大戰期間服役於攻擊運輸艦的軍官撰寫，並廣受歡迎。